# История украинской литературы
История украинской литературы — история литературы на украинском языке.
Изучает закономерности историко-литературного процесса, литературные жанры, течения, творчество отдельных писателей, особенности их стиля и значение художественного наследия в развитии украинской литературы.
Украинская литература имеет тысячелетнюю историю. Начала её относятся к временам формирования Киевской Руси. Однако ещё в доисторическое время (до IX в.) предки украинцев имели развитое устное творчество.